# Skyttegatan
Skyttegatan är en gata i Lorensbergs villastad i stadsdelen Lorensberg i Göteborg. Den är cirka 150 meter lång och sträcker sig från Bengt Lidnersgatan.
Gatan fick sitt namn år 1914 efter en skyttepaviljong, som låg i närheten. Göteborgs skyttegille, som bildades år 1882 och var det första skyttegillet i Göteborg, övade på denna skyttebana. Skyttegillets skyttebana kom senare att flytta till Godhem i Majorna, senare till Landala, därefter till nuvarande Wavrinskys plats och numera ligger den i Högsbo.